# Zarafa
A Zarafa 2012-ben bemutatott  francia–belga 2D-s számítógépes animációs film, amelyet Jean-Christophe Lie és Rémi Bezançon rendezett. A forgatókönyvet Alexander Abela és Rémi Bezançon írta, a zenéjét Laurent Perez szerezte, a producer Christophe Jankovic és Valérie Schermann, a főszerepben Max Renaudin Pratt hangja hallható.
Franciaországban 2012. február 8-án mutatták be, Magyarországon az M2-n vetítették.

## Cselekmény
A majomkenyérfa alatt egy idős férfi mesél a gyerekeknek. Maki, a tízéves, a rabszolgakereskedők kezéből megszökött kisfiú és Zarafa, az elárvult zsiráf barátságának történetét. A zsiráfot az egyiptomi pasa küldte Franciaország királyának, X. Károlynak. A pasa Hasszánt, a sivatag hercegét bízta meg azzal, hogy az állatot Franciaországba szállítsa. Ám Maki elhatározza, hogy mindent megtesz annak érdekében, hogy megakadályozza ezt, és visszavigye az állatot a szülőföldjére. Megszökteti Zarafát, és ezzel egy kalandos utazás veszi kezdetét.

## Szereplők
| Szereplő   | Eredeti hang             | Magyar hang    | Leírás                                                     |
| ---------- | ------------------------ | -------------- | ---------------------------------------------------------- |
| Maki       | Max Renaudin Pratt       | Bogdán Gergő   | A 10 éves, rabszolga kereskedők kezéből megszökött kisfiú. |
| Hassan     | Simon Abkarian           | Stohl András   |                                                            |
| Fellegi    | François-Xavier Demaison | Kerekes József |                                                            |
| X. Károly  | Roger Dumas              | ?              | Franciaország királya.                                     |
| Bouboulina | Ronit Elkabetz           | ?              |                                                            |
| Zarafa     | ?                        | ?              | Az elárvult zsiráf.                                        |

További magyar hangok: Boldog Gábor, Farkasinszky Edit, Harsányi Gábor, Kassai Károly, Koller Virág, Laudon Andrea, Pekár Adrienn, Schnell Ádám